# Ryōsuke Tsuchiya
Ryōsuke Tsuchiya (japanisch 土屋 良輔; * 29. November 1994 in Tsumagoi) ist ein japanischer Eisschnellläufer.

## Werdegang
Tsuchiya startete im November 2012 in Heerenveen erstmals im Eisschnelllauf-Weltcup und belegte dabei in der B-Gruppe den 16. Platz über 5000 m und den zehnten Rang im Massenstart. Bei der Winter-Universiade 2013 wurde er Zehnter über 5000 m und Neunter über 10.000 m. Bei den Einzelstreckenweltmeisterschaften 2015 in Heerenveen kam er auf den 18. Platz im Massenstart und bei den Einzelstreckenweltmeisterschaften 2016 in Kolomna auf den 18. Platz über 5000 m und auf den siebten Rang in der Teamverfolgung. In der Saison 2016/17 holte er in Astana in der Teamverfolgung seinen ersten Weltcupsieg. Zudem wurde er in Stavanger Dritter in der Teamverfolgung und erreichte mit vier Top-Zehn-Platzierungen den siebten Platz im Massenstart-Weltcup. Bei den Einzelstreckenweltmeisterschaften 2017 in Gangwon lief er im Massenstart und über 5000 m jeweils auf den 15. Platz, über 10.000 m auf den siebten Rang und auf den fünften Platz in der Teamverfolgung. Bei den Winter-Asienspielen im Februar 2017 in Obihiro gewann er über 5000 m, 10.000 m und in der Teamverfolgung jeweils die Silbermedaille. In der folgenden Saison wurde er beim Weltcup in Minsk Dritter in der Teamverfolgung und belegte beim Saisonhöhepunkt, den Olympischen Winterspielen 2018 in Pyeongchang, den 16. Platz über 5000 m, den zehnten Rang über 10.000 m und den fünften Platz in der Teamverfolgung. In der Saison 2018/19 siegte er in Tomaszów Mazowiecki in der Teamverfolgung und errang in Tomakomai den dritten Platz in der Teamverfolgung. Außerdem holte er in Salt Lake City im Massenstart seinen ersten Weltcupeinzelsieg und erreichte zum Saisonende den fünften Platz im Massenstart-Weltcup. Bei den Einzelstreckenweltmeisterschaften 2019 in Inzell kam er auf den 19. Platz über 5000 m, auf den 11. Rang über 10.000 m und auf den vierten Platz in der Teamverfolgung. Anfang März 2019 lief er bei der Mehrkampfweltmeisterschaft in Calgary auf den 13. Platz.
Bei japanischen Meisterschaften siegte Tsuchiya dreimal über 10.000 m (2017, 2018, 2019) und jeweils einmal über 5000 m (2018) und im Großen-Vierkampf (2019).

## Persönliche Bestzeiten
- 500 m 36,93 s (aufgestellt am 2. März 2019 in Calgary)
- 1000 m 1:14,18 min (aufgestellt am 15. Februar 2013 in Nagano)
- 1500 m 1:46,68 min (aufgestellt am 3. März 2019 in Calgary)
- 3000 m 3:43,61 min (aufgestellt am 6. November 2021 in Inzell)
- 5000 m 6:14,78 min (aufgestellt am 10. Dezember 2017 in Salt Lake City)
- 10.000 m 12:55,62 min (aufgestellt am 14. Februar 2020 in Salt Lake City)

## Teilnahmen an Weltmeisterschaften und Olympischen Winterspielen

### Olympische Spiele
- 2018 Pyeongchang: 5. Platz Teamverfolgung, 10. Platz 10.000 m, 16. Platz 5000 m

### Einzelstreckenweltmeisterschaften
- 2015 Heerenveen: 18. Platz Massenstart
- 2016 Kolomna: 7. Platz Teamverfolgung, 18. Platz 5000 m
- 2017 Gangwon: 5. Platz Teamverfolgung, 7. Platz 10.000 m, 15. Platz 5000 m, 15. Platz Massenstart
- 2019 Inzell: 4. Platz Teamverfolgung, 11. Platz 10.000 m, 19. Platz 5000 m

### Mehrkampfweltmeisterschaften
- 2019 Calgary: 13. Platz Großer Vierkampf

## Weltcupsiege

### Weltcupsiege im Einzel
| Nr. | Datum         | Ort            | Disziplin   |
| --- | ------------- | -------------- | ----------- |
| 1.  | 10. März 2019 | Salt Lake City | Massenstart |

| Nr. | Datum            | Ort                 | Disziplin        |
| --- | ---------------- | ------------------- | ---------------- |
| 1.  | 3. Dezember 2016 | Astana              | Teamverfolgung 1 |
| 2.  | 7. Dezember 2018 | Tomaszów Mazowiecki | Teamverfolgung 2 |